# Atomic Betty (computerspel)
Atomic Betty is een singleplayer puzzel- en shooterspel, gebaseerd op de gelijknamige Canadese televisieserie. Het spel is ontwikkeld door Big Blue Bubble voor de Game Boy Advance, en uitgegeven door Namco in Noord-Amerika (uitgave op 25 oktober 2005) en door Atari in Europa (uitgave op 25 augustus 2005).

## Ontvangst
| Beoordeeld door     | Datum            | Score |
| ------------------- | ---------------- | ----- |
| Wham! gaming        | 16 november 2005 | 75%   |
| Portable Review     | 9 december 2005  | 75%   |
| The Next Level      | 15 november 2005 | 70%   |
| Nintendojo          | 15 november 2005 | 69%   |
| NintendoWorldReport | 12 december 2005 | 65%   |
| GameDaily           | 8 november 2005  | 60%   |
| GameZone            | 7 november 2005  | 60%   |
| Worth Playing       | 14 november 2005 | 57%   |
| Jeuxvideo.com       | 28 juni 2006     | 50%   |
| GamerDad            | 5 maart 2006     | 40%   |